# João Coutinho de Bragança
João Coutinho de Bragança foi um administrador colonial português.
Foi governador-geral da capitania do Rio Grande do Norte, de 4 de dezembro de 1757 a 1760.